# Биомехатроника
Биомехатроника — прикладная междисциплинарная наука, направленная на интеграцию биологии, механики и электроники. Она также охватывает области робототехники и нейронауки. Биомехатронные устройства охватывают широкий спектр применений от развития протезных конечностей до инженерных решений, касающихся дыхания, зрения и сердечно-сосудистой системы.

## Как работает
Биомехатроника имитирует работу человеческого тела. Например, необходимо выполнить четыре разных этапа, чтобы поднять ногу для ходьбы. Во-первых, импульсы от моторного центра головного мозга отправляются в ногу и мышцы ног. Затем нервные клетки в ногах посылают информацию, обеспечивая обратную связь с мозгом, позволяя ей корректировать группы мышц или силу, необходимую для ходьбы по земле. В зависимости от типа проходящей поверхности, применяются различные величины силы. Затем нервные клетки мышечного веретена ноги ощущают и отправляют положение пола обратно в мозг. Наконец, когда нога поднимается до ступеньки, сигналы посылаются мышцам в ногу и ногу, чтобы установить ее.

### Биосенсоры
Биосенсоры используются для определения того, что пользователь хочет сделать, или его намерений и движений.